# Chula
«Chula» — песня мексиканской группы Grupo Firme и американской певицы Деми Ловато, вышедшая 15 августа 2024 года на лейбле Music VIP Entertainment 15 августа 2024 года. Песня была написана Ловато, Казом, Луисом Мексиа, Мануэлем Орозко, Уорреном «Oak» Фелдером, Оскаром Линнандером, Пабло Пресиадо и Шоном Дугласом, а продюсированием занимались Фелдер, Линнандер и Шино. До официального анонса премьера песни состоялась на концерте в Остине, штат Техас, в рамках концертного тура группы La Última Peda. «Chula» — это танцевальный поп-трек на испанском языке, который знаменует собой отход от рок-звучания Ловато.

## Предыстория
В конце июля 2024 года, получив запрос на новую музыку, американская певица Деми Ловато анонсировала выход песни в социальных сетях, опубликовав видео с подписью «Say you’re ready but I bet you not», цитируя слова готовящейся к выпуску песни. В ответ на видео региональная мексиканская группа Grupo Firme написала в комментариях три эмодзи, намекая на возможное сотрудничество. Billboard спросил лидера группы Эдуина Каза о возможности сотрудничества двух артистов, и он ответил: «Деми Ловато — артистка, которой мы восхищались с детства». «Мы смотрели ее по телевизору», — продолжил он, демонстрируя свое восхищение артисткой. В заключение он сказал: «К счастью, сотрудничество состоялось, и песня получилась очень хорошей».
2 августа 2024 года на остановке в Остине, штат Техас, в рамках концертного тура La Última Peda Tour, организованного группой Grupo Firme, Ловато неожиданно появилась, чтобы исполнить новую песню с фронтменом группы, Казом. Песня под названием «Chula» стала первой совместной работой двух артистов и третьим синглом Ловато с латиноамериканским исполнителем после сингла 2017 года «Échame la Culpa» с пуэрториканским певцом Луисом Фонси и сингла 2023 года «Penhasco2» с бразильской певицей Луисой Сонзой. Во время исполнения песни на экранах появилась информация о дате ее выхода — 15 августа 2024 года. В посте, опубликованном на TikTok-аккаунте Grupo Firme, показано, как Ловато и Каз делают саундчек перед неожиданным выступлением.

## Запись и композиция
После того как Ловато выразила заинтересованность в записи двуязычной песни, она встретилась с группой, товарищами по дистрибуции, в студии в Лос-Анджелесе. «Chula» была написана Ловато, Казом, Луисом Мексиа, Мануэлем Орозко, Уорреном «Оуком» Фелдером, Оскаром Линнандером, Пабло Пресиадо и Шоном Дугласом, а Фелдер, Линнандер и Шино занимались ее продюсированием. Это танцевально-поп-трек с элементами мексиканской и электронной музыки, он ознаменовал возвращение Ловато к поп-музыке после двух предыдущих рок-альбомов, Holy Fvck (2022) и Revamped (2023). [В интервью изданию Rolling Stone Томасу Миеру певица испанского и коренного американского происхождения сказала: «Вот что мне нравится в пении на испанском языке: это возвращение к моим буквальным корням».

## Отзывы
После выхода песня «Chula» получила положительные отзывы. Охарактеризовав ее как «электризующий дуэт», Йохан Себастьян Гомес Рохас с радиостанции RCN Radio сказал, что «Chula» стала важной вехой в карьере Grupo Firme, и отметил, что они создали «неотразимый сплав стилей и культур». Добавив песню в список New Music Picks, крупнейшая испаноязычная телекоммуникационная компания США Univision предсказала, что «она определенно зажжет танцполы».

## Чарты
| Чарт (2024)                               | Высшая позиция |
| ----------------------------------------- | -------------- |
| США (Latin Digital Song Sales, Billboard) | 2              |
| США (Billboard Latin Pop Songs)           | 14             |